# Houlgate
Houlgate é uma comuna francesa na região administrativa da Normandia, no departamento Calvados. Estende-se por uma área de 4,69 km². Em 2010 a comuna tinha 1 830 habitantes (densidade: 390,2 hab./km²).